# Контесса
«Контесса» (англ. Contessa) — філіппінський телесеріал 2018 року виробництва телекомпанії GMA Network. У головних ролях Глайза де Кастро.

## Сюжет
Беа звинувачують і саджають у в'язницю за злочин, якого вона не вчинила, твердо налаштована помститися людям, які забрали від неї все і всіх, кого вона любила. Вона претендує на нову особу як Контесса і буде прагнути викупу та справедливості.

## У ролях
- Глайза де Кастро — Беатріче “Біа” - Кабальеро / Контеса Венганса
- Джефф Айгенманн — Габріель Р. Кабальєро
- Джак Роберто — Сантьяго "Джонг" Генеросо-молодший
- Габбі Айгенманн — Вікторіно "Віто" С. Імперіал-молодший / Дукеса Дольче Віта
- Лорен Янг — Даніелла "Дані" С. Імперіал